# Shigetaka Kurita
Shigetaka Kurita (栗田穣崇), (Prefectura de Gifu, 9 de mayo de 1972) es un diseñador de interfaces japonés, reconocido por ser el creador de los Emoji.
Mientras trabajaba para la agencia de comunicaciones japonesa NTT DoCoMo y el inmente lanzamiento de su plataforma para internet móvil i-mode, Kurita diseñó los primeros 176 emojis de 12x12 pixeles que iniciarían con la tendencia mundial del uso de pictogramas para comunicar ideas mediante mensajes de texto.
Para el diseño de los emoji, Kurita se inspiró en el trabajo visual realizado en el manga y también en caracteres y señales de tránsito chinos.